# R (film)
R er et dansk fængselsdrama fra 2010, der er instrueret af Tobias Lindholm og Michael Noer.
I filmen følger vi Rune Pedersen (Pilou Asbæk), der afsoner en voldsdom på to år i Horsens Statsfængsel. Her bliver han sat til at gøre det beskidte arbejde med at distribuere narkotika mellem afdelingerne.

## Medvirkende
- Pilou Asbæk – Rune
- Dulfi Al-Jabouri – Rashid
- Roland Møller – Mureren
- Jacob Gredsted – Carsten
- Kim Winther – Fængselsbetjent Kim
- Omar Shargawi – Bazhir
- Sune Nørgaard - Sune
- L:Ron:Harald - Ladby[1]

## Priser
Filmen vandt Bodilprisen for bedste danske film i 2011. Pilou Asbæk modtog Bodilprisen for bedste mandlige hovedrolle for sin præstation som Rune. Instruktøren Tobias Lindholm modtog en Æres-bodil for sine film Submarino og R. Filmen vandt samme år en Robert for årets danske spillefilm.